# Groepsdynamica
Groepsdynamica is de term voor het gedrag en de psychologische processen die plaatsvinden binnen een sociale groep (intragroepsdynamiek), of tussen sociale groepen (intergroepsdynamiek). Onderzoek naar groepsdynamica kan nuttig zijn voor het begrijpen van beslissingsgedrag, het volgen van de verspreiding van ziekten in de samenleving, het creëren van effectieve therapie-technieken en het volgen van de opkomst en populariteit van nieuwe ideeën en technologieën. Bij het begrijpen van racisme, seksisme en andere vormen van sociale vooroordelen en discriminatie vormt, groepsdynamica het belangrijkste begrippenkader. Toepassingen worden bestudeerd in de psychologie, sociologie, antropologie, politicologie, epidemiologie, onderwijs, sociaal werk, handel en communicatiestudies. 
De drie belangrijkste factoren die de samenwerking in een team beïnvloeden zijn: omgeving, persoonlijk en leiderschap. 

## Geschiedenis
Het onderliggend uitgangspunt van groepsdynamica (of groepsprocessen) is: 'het geheel is groter dan de som der delen'. Een sociale groep heeft eigenschappen die niet kunnen worden begrepen door alleen de individuen te bestuderen die deel uitmaken van de groep. Gestaltpsycholoog Max Wertheimer stelde (1924): 'Er zijn entiteiten waar het gedrag van het geheel niet kan worden afgeleid uit zijn individuele elementen, noch uit de manier waarop deze elementen bij elkaar passen; eerder is het tegenovergestelde waar: de eigenschappen van een van de delen worden bepaald door de intrinsieke structuurwetten van het geheel '(Wertheimer 1924, p. 7).
Het vakgebied groepsdynamiek heeft wortels in zowel de psychologie als de sociologie. Wilhelm Wundt (1832-1920), de grondlegger van de experimentele psychologie, geloofde dat gemeenschappen, verschijnselen vertonen (zoals taal, gebruiken en religie) die niet konden worden beschreven door een studie van de individuen. Wat de sociologische kant betreft, erkende Émile Durkheim (1858-1917), die werd beïnvloed door Wundt, ook collectieve fenomenen, zoals publieke kennis. Andere belangrijke theoretici zijn Gustave Le Bon (1841-1931) die geloofde dat menigten een 'raciaal onbewust' bezaten met primitieve, agressieve en antisociale instincten.
Sociaal psycholoog Kurt Lewin (1890-1947) bedacht de term groepsdynamica om de positieve en negatieve krachten van groepen mensen te beschrijven. In 1945 richtte hij The Group Dynamics Research Center op aan het Massachusetts Institute of Technology, het eerste instituut dat expliciet werd gewijd aan de studie van groepsdynamiek.  Lewin richtte zich op de toepassing van groepsdynamiek bij maatschappelijke kwesties.   

## Onderzoekers
Sociaal psycholoog Gustave Le Bon legde (1896) de basis tot de ontwikkeling van groepspsychologie.  
Psycholoog William McDougall onderzocht (1920) de dynamiek van groepen van verschillende omvang en organisatiegraad. 
Sigmund Freud (1922) baseerde zijn groepspsychologie eerst op het werk van Le Bon maar werkte later zijn eigen oorspronkelijke theorie uit.  
Kurt Lewin wordt gezien als de grondlegger van de wetenschappelijke studie van groepen. Hij bedacht de term groepsdynamiek.
Wilfred Bion (1961) bestudeerde groepsdynamica vanuit een psychoanalytisch perspectief. Hij werkte aan het University College Hospital London, waar hij verschillende massagroepsprocessen ontdekte waarbij de groep als geheel een oriëntatie aannam die naar zijn mening het vermogen van een groep verstoorde om het werk te doen waarin ze nominaal bezig was.  Experiences in Groups is zijn belangrijkste boek. Het Tavistock Instituut heeft de door Bion ontwikkelde theorie en praktijken verder ontwikkeld en toegepast. 
Bruce Tuckman (1965) stelde het viertrapsmodel voor, genaamd Tuckman's Stages. Het model stelt dat het ideale besluitvormingsproces voor groepen in vier fasen plaatsvindt: 
- Vormen
- Bestormen
- Normen
- Presteren

Later voegde Tuckman een vijfde fase toe voor de ontbinding van een groep: afscheid.  Zijn model verwijst naar het algemene patroon van een groep, maar de verschillen zijn groot. Als het wantrouwen aanhoudt, komt een groep misschien niet eens in het normeringsstadium. 

## Dynamiek binnen de groep
Intragroepsdynamiek (ook gewoon 'groepsdynamiek' genoemd) zijn de onderliggende processen die aanleiding geven tot een reeks normen, rollen, relaties en gemeenschappelijke doelen die een bepaalde sociale groep kenmerken. Voorbeelden van groepen zijn religieuze, politieke, militaire en milieugroepen, sportteams, werkgroepen en therapiegroepen. De leden van een groep ervaren een staat van onderlinge afhankelijkheid, waardoor de gedragingen, attitudes, meningen en ervaringen van elk lid collectief worden beïnvloed door de andere groepsleden.
De dynamiek van een groep hangt af van hoe men de grenzen van de groep definieert. Vaak zijn er verschillende subgroepen binnen een bredere groep.  

### Groepsvorming
Groepsvorming begint met een psychologische band tussen individuen. De sociale cohesie-benadering suggereert dat groepsvorming voortkomt uit banden van interpersoonlijke aantrekkingskracht. De sociale identiteit-benadering suggereert daarentegen dat een groep begint wanneer een verzameling individuen waarneemt dat ze iets gemeenschappelijk hebben en stelt de interpersoonlijke aantrekkingskracht op de tweede plaats. Groepsvorming omvat vanuit de benadering van sociale identiteit, zowel identificatie met sommige individuen als ook het expliciet niet identificeren met anderen.
Emergente groepen komen voort uit een relatief spontaan proces van groepsvorming. Toch drukken deze groepen nog steeds een hoge mate van onderlinge afhankelijkheid uit en coördineren ze kennis, middelen en taken. 

### Deelnemen aan groepen
De deelname aan een groep wordt bepaald door een aantal verschillende factoren, zoals de persoonlijke eigenschappen van een individu, geslacht, sociale motieven zoals behoefte aan aansluiting, behoefte aan macht en behoefte aan intimiteit, bevestigingsstijl, en eerdere groepservaringen. Groepen bieden hun leden een aantal voordelen zoals het verkrijgen van sociale steun in de vorm van emotionele steun, instrumentele steun, en informatieve ondersteuning.  Het lidmaatschap biedt ook vriendschap, potentiële nieuwe interesses, het leren van nieuwe vaardigheden en het vergroten van het zelfvertrouwen. Lid worden van een groep kan echter ook individuele tijd, moeite en persoonlijke middelen kosten
Het Minimax-principe stelt dat mensen zich aansluiten bij een groep die hen de maximale hoeveelheid waardevolle beloningen kan bieden en tegelijkertijd de minimale kosten voor zichzelf kan garanderen.

### Soorten groepen
Groepen kunnen sterk van elkaar verschillen. Vier basistypen van groepen  zijn primaire groepen, sociale groepen, collectieve groepen en categorieën.
Primaire groepen zijn relatief kleine, langdurige groepen die persoonlijk betekenisvolle relaties delen. Individuen die deel uitmaken van primaire groepen beschouwen de groep als een belangrijk onderdeel van hun leven. Bijgevolg identificeren leden zich sterk met hun groep, zelfs zonder regelmatige vergaderingen. Cooley stelde dat primaire groepen essentieel zijn voor de integratie van individuen aangezien dit vaak hun eerste ervaring met een groep is. Individuen worden bijvoorbeeld geboren in een primaire groep, hun familie, wat een basis voor hen vormt om hun toekomstige relaties te baseren.
Een sociale groep is een formeel georganiseerde groep, zoals collega's, clubs en sportteams. 
Collectieven zijn grote groepen als een publiek bij een film en een menigte die naar een brandend gebouw kijkt. 
Categorieën zijn een verzameling individuen die op de een of andere manier vergelijkbaar zijn. Voorbeelden van categorieën zijn New Yorkers, gokkers en vrouwen.

### Groepslidmaatschap en sociale identiteit
De sociale groep is een essentiële bron van informatie over individuele identiteit. Iemands sociale identiteit wordt bepaald door zijn of haar groepslidmaatschap en de algemene kenmerken (of prototypes) die de groep definiëren en onderscheiden van anderen.  Onze sociale identiteit en ons groepslidmaatschap voorzien ook in een behoefte om erbij te horen. Natuurlijk behoren individuen tot meerdere groepen. Daarom kan iemands sociale identiteit verschillende, kwalitatief verschillende delen hebben (bijvoorbeeld iemands etnische identiteit, religieuze identiteit en politieke identiteit).
Individuen verlangen er naar om vergelijkbaar te zijn met anderen, maar ook om zichzelf te differentiëren, en uiteindelijk een balans zoeken tussen deze twee verlangens (om optimaal onderscheidend vermogen te verkrijgen).

### Groepscohesie
Het begrip groepscohesie wordt gebruikt voor processen die leden van een sociale groep verbonden houden in termen als aantrekking, solidariteit en moreel.  
Groepscohesie wordt vaak geassocieerd met Kurt Lewin en zijn leerling Leon Festinger. Lewin definieerde groepscohesie als de bereidheid van individuen om bij elkaar te blijven, en geloofde dat een groep zonder cohesie niet zou kunnen bestaan.

### Het zwarte schaap-effect
Overtuigingen binnen de ingroup bepalen hoe individuen in de groep elkaar zien. Individuen hebben de neiging om sympathieke groepsleden te prijzen en afstand houden van onaantrekkelijke groepsleden, waardoor deze een aparte outgroep worden. Dit wordt het zwarte schaap-effect genoemd.

### Groepsinvloed op individueel gedrag
Individueel gedrag wordt beïnvloed door de aanwezigheid van anderen. Zo werken individuen harder en sneller wanneer anderen aanwezig zijn (zie sociale facilitering), en nemen de prestaties van een persoon af wanneer anderen in de situatie afleiding of conflict veroorzaken.  Groepen beïnvloeden ook de besluitvormingsprocessen van individuen. Deze omvatten beslissingen met betrekking tot inschattingsfouten, overreding (zie Asch-conformiteitsexperimenten), gehoorzaamheid (zie Milgram-experiment) en groepsdenken.

### Groepsstructuur
De structuur van een groep is het interne raamwerk dat de relaties van leden met elkaar in de tijd definieert. Rollen, normen, waarden, communicatiepatronen en statusverschillen zijn voorbeelden van veel bestudeerde elementen van groepsstructuur. Groepsstructuur is ook gedefinieerd als het onderliggende patroon van rollen, normen en netwerken van relaties tussen leden die de groep definiëren en organiseren.
Rollen kunnen worden gedefinieerd als een neiging om zich op een bepaalde manier te gedragen, bij te dragen en met elkaar in verband te staan. Rollen kunnen formeel worden toegewezen, maar worden vaker gedefinieerd door het proces van roldifferentiatie.  Een sleutelrol in een groep is de leider, maar er zijn ook andere belangrijke rollen, waaronder taakrollen, relatierollen en individuele rollen.   
Normen zijn de informele regels die groepen hanteren om het gedrag van leden te reguleren. Hoewel ze niet vaak worden opgeschreven of zelfs besproken, hebben normen een sterke invloed op groepsgedrag. Ze zijn een fundamenteel aspect van de groepsstructuur omdat ze richting en motivatie geven en de sociale interacties van leden organiseren.
Relaties zijn de verbindingen tussen de leden van een groep of het sociale netwerk binnen een groep. Het onderzoeken van de relaties tussen leden van een groep kan de dichtheid van een groep (hoeveel leden zijn aan elkaar verbonden) of de mate van centraliteit van leden (aantal banden tussen leden) benadrukken.
Waarden zijn doelen of ideeën die dienen als leidende principes voor de groep.
Communicatiepatronen beschrijven de informatiestroom binnen de groep en worden doorgaans beschreven als gecentraliseerd of gedecentraliseerd.  
Wanneer een groep voor het eerst wordt gevormd, kunnen de leden allemaal op hetzelfde niveau zijn, maar na verloop van tijd kunnen tussen leden statusverschillen ontstaan. Dit kan een zogenaamde pikorde binnen een groep creëren.

### Groepsprestaties
Vaak gaat de voorkeur uit naar het uitvoeren van taken met andere mensen samen, ook als alleen doen een mogelijkheid is.

## Intergroepsdynamiek
Intergroepsdynamiek verwijst naar de gedrags- en psychologische relatie tussen twee of meer groepen. Dit omvat percepties, attitudes, meningen en gedrag jegens de eigen groep, evenals die tegenover een andere groep. Soms is intergroepsdynamiek prosociaal, positief en nuttig, in andere gevallen is het de oorzaak van conflicten.  
Volgens de sociale identiteitstheorie begint een intergroepsconflict met een proces van vergelijking tussen individuen in de ingroup met die van de outgroup. Dit vergelijkingsproces is niet onbevooroordeeld en objectief, maar eerder een mechanisme om het zelfrespect te vergroten.